# Рюгьон (готель)
Готель Рюгьон (кор. 류경호텔) — недобудований 105-поверховий хмарочос заввишки 330 метрів у Пхеньяні (столиці КНДР). Назва походить від одного з прізвиськ Пхеньяна — «Рюгьон» або «столиця верб». Будівля також відома під назвою «Будинок 105», що вказує на її поверховість. Будівля була запланована як багатофункціональна забудова, яка включала готель. Внутрішні площі — 360 000 м². Це найбільша будівля в КНДР. Передбачалося, що після спорудження Рюгьон стане найбільшим готелем і сьомою за висотою будівлею світу. Станом на 2012 рік цей готель є найвищим у світі (єдиний готель у світі, кількість поверхів якого перевищує 100).
Будівництво розпочалося у 1987 році, але було зупинене у 1992 році, коли Північна Корея увійшла в період економічної кризи після розпаду Радянського Союзу. Після 1992 року будівля стояла добудована, але без вікон та внутрішнього оздоблення. У 2008 році будівництво відновилося, а зовнішні роботи були завершені у 2011 році. Готель планували відкрити у 2012 році, до сторіччя з дня народження лідера КНДР Кім Ір Сена. Часткове відкриття було анонсоване на 2013 рік, але його скасували. 2018 року з одного боку встановили світлодіодний дисплей, який використовується для показу пропагандистських анімацій та сцен з фільмів.

## Архітектура
Готель «Рюгьон» має висоту 330 метрів, що робить його найвищою спорудою в Північній Кореї. Будівництво готелю «Рюгьон» планувалося завершити до 80-річчя Генерального секретаря Трудової партії Кореї та президента Кім Ір Сена у 1992 році. Якби цього вдалося досягти, він би утримував титул найвищого готелю у світі. До «Goldin Finance 117» він вважався найвищою незайнятою будівлею у світі.

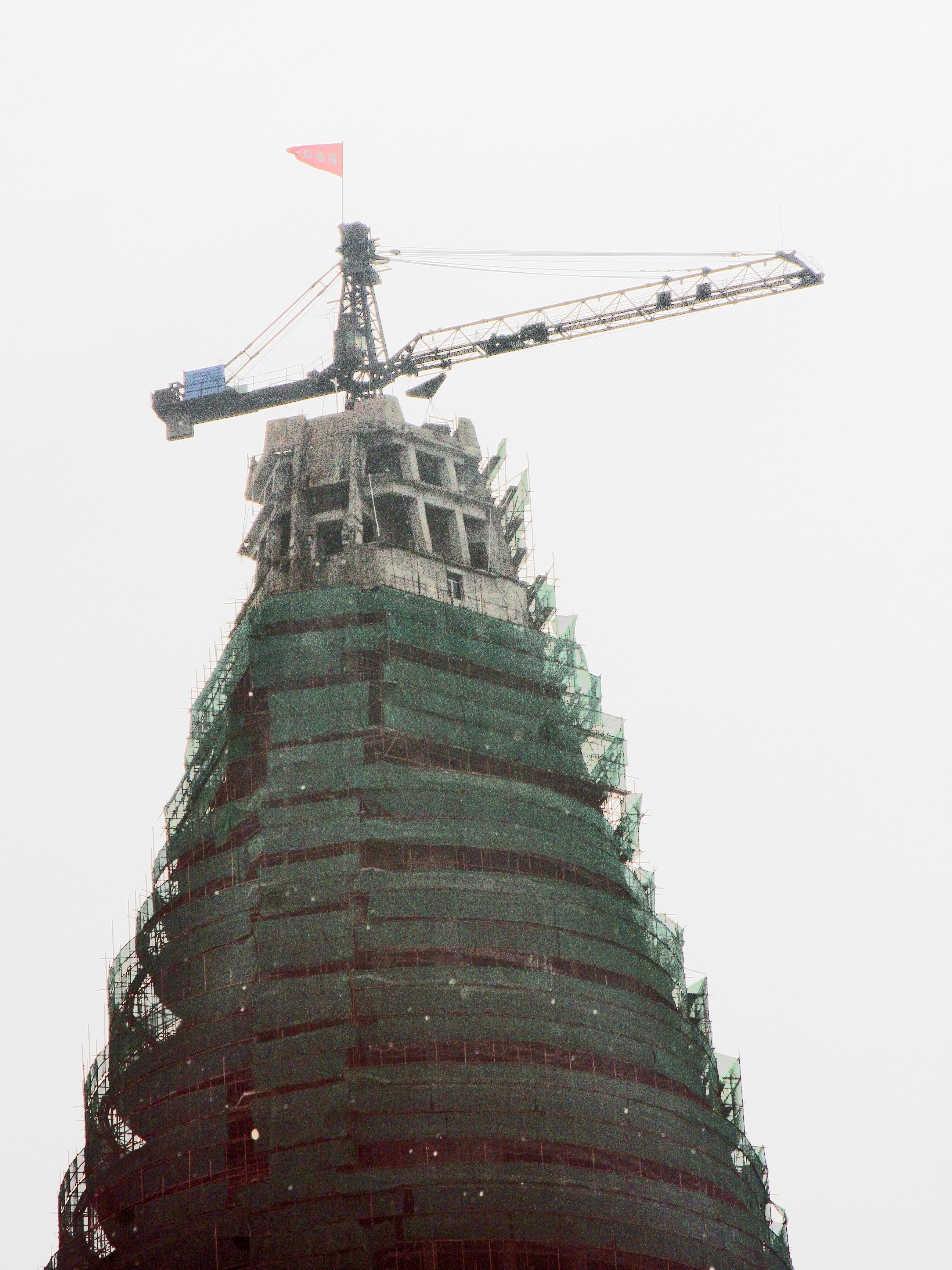
Вид на вершину у вересні 2008 року, через деякий час після відновлення будівництва

Будівля складається з трьох крил, кожне довжиною 100 метрів, шириною 18 метрів, злегка ступінчастими, але в інших місцях нахиленими під кутом 75 градусів до підлоги, які сходяться у спільній точці, утворюючи вершину. Будівля увінчана усіченим конусом завширшки 40 метрів, що складається з восьми поверхів, які мають обертатися, і ще шести статичних поверхів. Спочатку в будівлі планувалося розмістити п'ять ресторанів, що обертаються, і, за різними даними, 3000 або 7665 номерів. За словами Халеда Бічари з Orascom у 2009 році, «Рюгьон» буде не просто готелем, а скоріше багатофункціональною забудовою, що включатиме «ресторан, який обертається», а також «поєднання готельних номерів, апартаментів і бізнес-об'єктів».